# Maximilian Reinelt
Maximilian Reinelt (Ulm, 1988. augusztus 24. – St. Moritz, Svájc, 2019. február 10.) olimpiai, világ- és Európa-bajnok német evezős.

## Sportpályafutása
Reinelt először 2006-ban volt a német válogatott tagja, a junior-világbajnokságon második helyen végzett a nemzeti csapattal. Az U23-as korosztályos világbajnokságon 2007-ben a kormányos nyolcas hajóval, 2008-ban a kormányos négyessel és nyolcassal is aranyérmet szerzett. A nyolcfős csapattal 2009-ben is első helyen végzett a versenyen.
A 2012-es londoni olimpián a férfi nyolcasok versenyében aranyérmet szerzett.
A 2013-as evezős világbajnokságon ezüstérmes lett a német csapattal az Egyesült Királyság csapata mögött, az Egyesült Államok egységét megelőzve.
2014-ben ugyancsak a britek nyerték az evezős nyolcasok világbajnokságát, a németek ezúttal is a második helyen végeztek.
2016-ban Németország az oroszok és britek előtt nyert az Európa-bajnokságon, majd a Rióban rendezett olimpián címvédőkén a második helyen végzett.
Reinelt 2016. november 1-jén sportérdemeire tekintettel csapattársaival együtt átvehette a legmagasabb német állami kitüntetést, amivel sportolót díjazhatnak, az Ezüst babérlevelet (Silver Laurel Leaf). Reinelt ezt követően befejezte sportolói pályafutását, majd a bochumi Ruhr Egyetemen állatorvosi diplomát szerzett.

## Halála
2019. február 10-én a svájci St. Moritzban sífutás közben rosszul lett és elhunyt.